# Toxic (film)
Pour les articles homonymes, voir Toxic.
Pour plus de détails, voir Fiche technique et Distribution.
Toxic est un thriller américain de 2008 réalisé par Alan Pao. Il a été diffusé directement en vidéo le 8 juillet 2008.

## Synopsis
Lucille souffre d'un trouble mental, qui découle de la mort de son frère, survenue lorsqu'elle était jeune, et dont son père la rend responsable sans qu'il soit précisé pourquoi. Les circonstances de la mort de son frère ne sont jamais dévoilées.
Alors que Lucille explique à Angel qui est son père, Nadine tombe du haut d'un bâtiment et se tue. Cela conduit Sid et Antoine dans un bordel où ils posent des questions sur Lucille. Les hommes de main d'Angel les attaquent et bientôt Angel et des renforts arrivent, provoquant ainsi une fusillade.
À partir de ce moment, le personnage de Lucille devient le personnage de Sid, celui que l'on voit travailler dans le bar. Le Sid qui cherchait Lucille et qui était dans la fusillade est mort et le Sid qui travaille dans le bar et qui tombe amoureux de Michelle est Lucille qui croit qu'elle est Sid. 
Pour le reste de l'intrigue, « Sid » se réfère à Lucille comme Sid et non l'homme réel. De plus, tous les autres personnages voient Sid comme Lucille, comme une fille, et il n'y a que Lucille qui voit son reflet comme étant celui de Sid, un homme.
Lucille (pensant alors être Sid), quitte l'appartement et commence à marcher sur la route où Steve la trouve et vient la chercher. Il permet à Sid de rester dans le grenier de son club de strip-tease en échange de son travail. 
Gus arrive une nuit et est choquée de voir Lucille mais surprise qu'elle pense qu'elle est Sid. Il décide de ne pas lui dire directement et essaie plutôt d'utiliser sa formation en psychologie pour aider Lucille à sortir de nouveau. Sid commence peu à peu à comprendre les choses alors que la personnalité de Lucille essaie de «reprendre» son corps et son esprit. Michelle décide d'approfondir cela et appelle Sid pour lui dire qu'elle a trouvé des informations sur la fille qu'il « voit ».
Gus arrive à ce moment et Sid pointe le pistolet sur lui, lui demandant ce qu'il a fait à Lucille. Gus dit que Lucille est morte parce qu'elle ne pouvait pas vivre avec ce qu'elle avait fait.

## Fiche technique
- Titre : Toxic
- Réalisation : Alan Pao[1]
- Scénario : Corey Large, Alan Pao
- Musique : Scott Glasgow
- Société de production : Wingman Productions, Tunnel Post
- Pays d'origine :  États-Unis
- Genre : Thriller
- Durée : 88 minutes
- Date de sortie : Mars 2010

## Distribution
- Susan Ward : Michelle
- Corey Large : Sid
- Master P : Angel
- Damion Poitier : homme de main d'Angel
- Danny Trejo : Antoine
- Dominique Swain : Nadia
- Charity Shea : Lucille
- Bai Ling : Lena
- Kitana Baker : Crystal
- Mitchell Baker : Simon
- Steven Bauer : Conrad
- Bianca Chiminello : Raven
- Nick Chinlund : Rob Deluca
- James Duval : Brad
- John Enos III : Travis
- Mark Hewlett : DJ Lodgikal
- C. Thomas Howell : Joe
- Sally Jackson : Dr Gowman
- Shar Jackson : Daphne
- Paul Johansson : Gus
- Nicole Marie Lenz : Rizzo
- Costas Mandylor : Steve
- Holt McCallany : Van
- Sandra McCoy : Jaymee
- Lochlyn Munro : RM
- Brande Roderick : Cherry
- Tom Sizemore : Van Sant
- Tabitha Stevens : strip-teaseuse
- Johann Urb : Greg
- Dominique Vandenberg : Stone
- Cerina Vincent : Malvi
- Jennifer Walcott : strip-teaseuse
- Luke Flynn : Max